# Karl Kalchbrenner
Karl Kalchbrenner, în limba maghiară Károly Kalchbrenner, (n 5 mai 1807, Pöttelsdorf lângă Mattersburg, Imperiul Habsburgic – d. 5 iunie 1886, Wallendorf, Austro-Ungaria, azi Slovacia) a fost un botanist, briolog, și algolog dar în primul rând micolog precum superintendent austro-ungar, membru titular al Academiei Ungare de Științe de proveniență austriacă. Abrevierea numelui său de autor este Kalchbr..

## Biografie

### Teolog

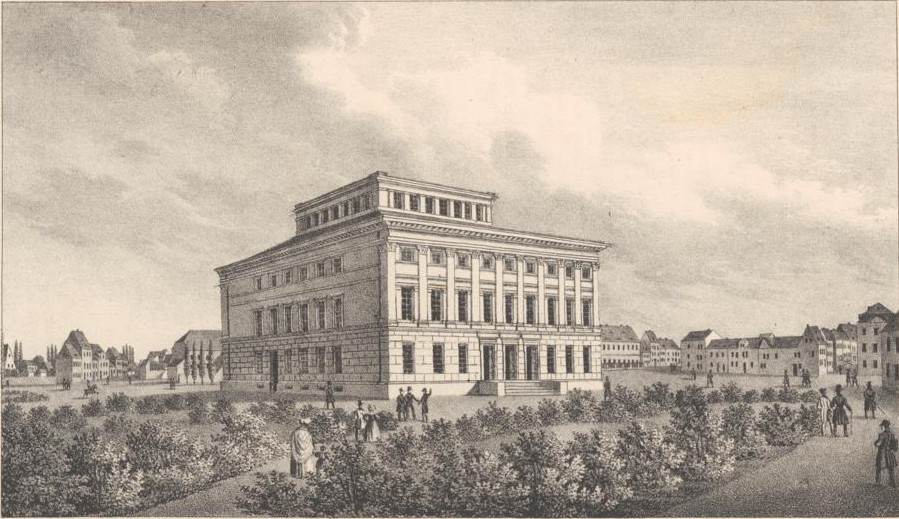
Universitatea din Halle în 1838

Kalchbrenner, botezat pe numele Karl, a fost fiul pastorului Johann Josef Kalchbrenner (n. 1 septembrie 1776 – d. 16  februarie  1834), care a studiat în Jena și s-a angajat în comunitățile sale pentru educația populară în sensul colegiilor de popularizare ulterioare. Mama a fost Rosina Karolina Fahr. Tânărul Karl a frecventat școlile din Agendorf (Ágfalva) (unde tatăl lui devenise pastor în 1810), liceul din Győr (Raab) (pentru a învăța limba maghiară), liceul din Sopron (Ödenburg), Gimnaziul romano-catolic al Piariștilor din Pesta și în sfârșit gimnaziul din Schemnitz. Apoi a studiat teologia la Academia Protestantă din Sopron și din 1828 la Universitatea din Halle-Wittenberg din Halle, unde a luat doctoratul în teologie și a devenit după o scurtă perioadă de timp capelan în Pesta în parohia condusă de tatăl său (din 1819), iar din 1832 pastor în Wallendorf în Slovacia de azi. Activitatea sa devotată a fost recunoscută în curând de către conducerea bisericii al districtului celor „7 orașe” (comunității protestante, numite și „scaune”) din Zips. Astfel a devenit repede prim-secretar al superintendentului, iar câțiva ani mai târziu a fost ales el însăși superintendent și în sfârșit chiar superintendent superior, o funcție care a întreținut-o până la moartea sa în 1886. Numai doi ani după aparența sa în Wallendorf s-a căsătorit cu Mathilde Stavnicky. Soții au avut trei copii: Hugo, Ida și Charlotte.

### Botanist și micolog
Kalchbrenner s-a interesat deja ca copil pentru în special ciuperci, culegându-le în câmpiile și pădurile din împrejurarea de Agendorf și clasificându-le cu ajutorul mamei sale. Cu ani mai târziu ca pastor în Wallendorf a petrecut, parțial pe sfat medical, tot mai mult timp în aer liber. Amintirile copilăriei, adică culesul de ciuperci, clasificarea împreună cu mama precum prelegerile științifice vizitate în școala de seară a tatălui său, au trezit în el o tendință de a observa natura și a început să studieze botanica într-o manieră foarte aprofundată. Mai întâi s-a dedicat studiul spermatofitelor (toate plantele cu flori care se reproduc prin stamine, carpele și semințe), antonim al criptogamelor.

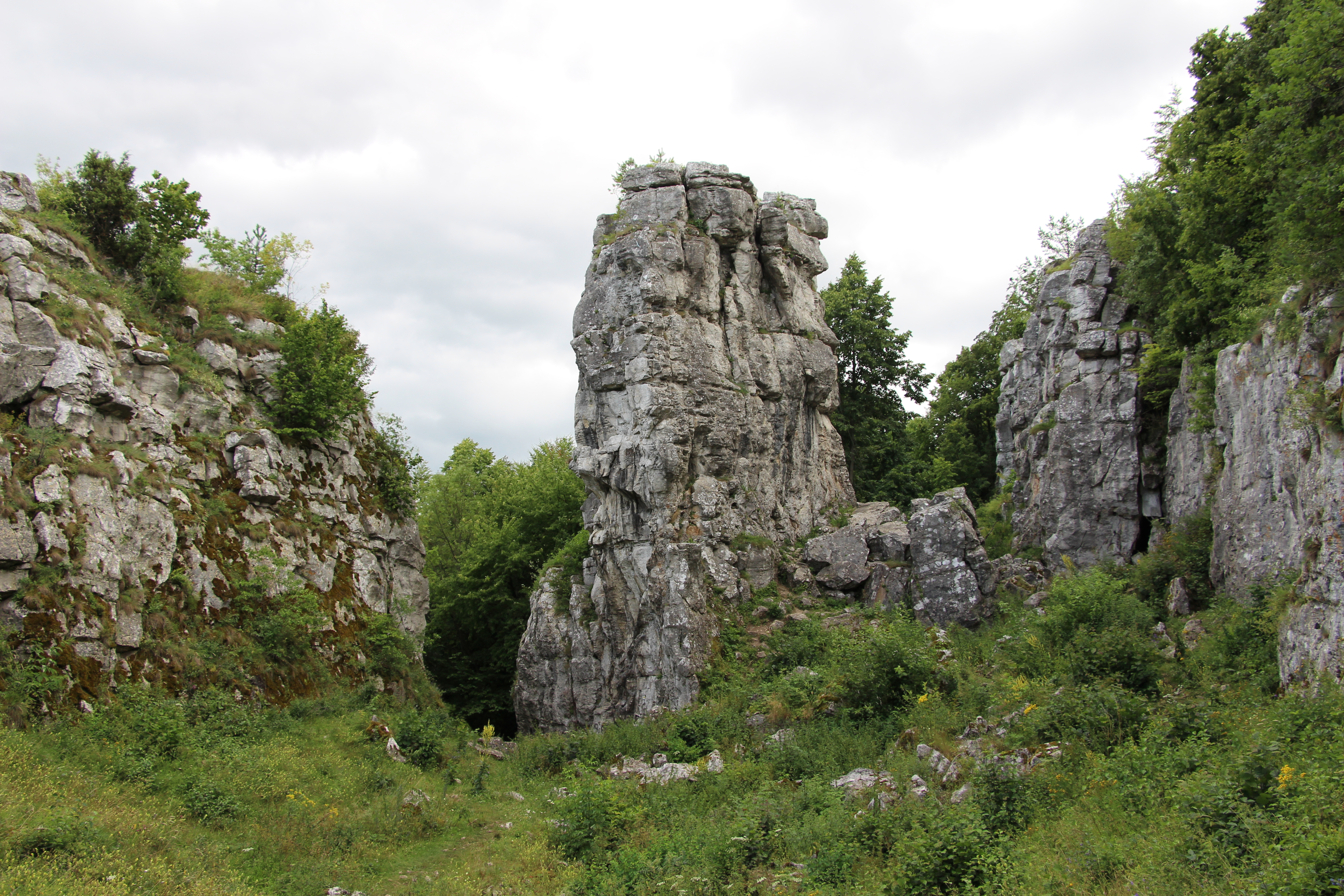
Stâncile muntelui Dreveník

Stâncile de calcar deosebit de ciudate și special concepute ale muntelui Dreveník deasupra Wallendorf au trezit primar interesul pentru culesul plantelor. Acolo a descoperit Carex pediformis, o specie nouă în Ungaria (publicație în 1853). În 1863 a adăugat contribuții informative noi referitor la flora regiunii Zips, iar cu ocazia reuniunii medicilor și naturaliștilor maghiari în Großsteffelsdorf (Rimavská Sobota, Rimaszombat) în 1867, a ținut o conferință despre acoperirea vegetală din Zips. În anul următor, a ieșit lucrarea sa importantă A Szepesi Erchegyseg növenyzeti jelleme, publicată în „Jurnalul Academiei Maghiare de Științe”, privind caracteristicile geografice ale plantelor din Munții Metaliferi Slovaci.  În acest context a descoperit și descris o nouă specie de plante spermatofite, anume Poa capillifolia. În plus a început să colecteze mușchi  și să se ocupe cu anatomia algelor din regiune, a căror listă a publicat-o tot în „Jurnalul Academiei Maghiare de Științe” în același an. Kalchbrenner a furnizat mușchi din Munții Carpați pentru colecția de excitate (exemplare uscate) ale lui Gottlob Ludwig Rabenhorst.
Deja anul 1865 Kalchbrenner a dezvoltat din ce în ce mai mult un interes pentru ciuperci, în primul rând pentru cele mari (cu pălărie și picior), preocupându-se mai târziu aproape exclusiv cu ele. Prima sa lucrare micologică majoră care a apărut în două părți în anii 1865 și 1867, tot în „Documentele Jurnalului Academiei Maghiare de Științe”, a fost monografia A szepesi gombäk jegyzeke, în care a listat 1334 de specii din regiunea Zips (în partea 1 cu 2 plăci colorate și în partea 2 cu 5 plăci colorate precum una alb-neagră). Datorită acestei lucrări, Kalchbrenner  a fost numit membru corespondent al Academiei de Științe din Ungaria. Ulterior, a publicat câteva articole mai scurte mai ales revizuiri critice asupra unor înrudiri complicate sau specii controversate. Astfel a devenit din ce în ce mai cunoscut și recunoscut în cercurile micologilor profesionali pentru munca sa asupra ciupercilor din Ungaria (ce se referă la părțile țărilor componente Coroanei Sfântului Ștefan (1867-1918) datorită  Compromisului austro-ungar din 1867) dincolo de Austria-Ungaria. A avut legături și corespondențe intensive cu micologi proeminenți din Europa (de exemplu Elias Magnus Fries, Mordecai Cubitt Cooke, Ludwig Heufler de Hohenbühel (1817-1885), Felix von Thümen, Casimir Roumeguère (1828-1892), precum cu algologul Sébastien René Lenormand (1796-1871). 
Opera prestigioasă a renumitului micolog Stephan Schulzer von Müggenburg Icones selectae Hymenomycetum Hungariae, o sistematică (cu 40 de plăci colorate de dânsul) a tutor bureților din Ungaria și Slavonia cu descrierea de aproximativ 1800 de specii a existat numai ca manuscris și a fost achiziționată în 1869 de către Academia Ungară de Științe, cesionând editarea, revizia critică și prelucrarea lui Karl Kalchbrenner. A apărut între anii 1873 și 1877, fiind a 2-a mare lucrare. Mai departe, savantul  a prelucrat colecții de ciuperci din alte părți ale lumii (de exemplu din Siberia, America de Sud și Australia). Despre ele a scris încă 2 lucrări foarte importante: Fungi Sibiriae occidentalis" (1877) și Fungi e Sibiria et America australi (1878).
Kalchbrenner a prim-descris sau redenumit un număr de ciuperci și în onoarea lui au fost denumite mai multe genuri și specii de ciuperci. În 1882 a fost ales membru titular al Academiei Maghiare de Științe. August Kanitz, profesor universitar de botanică la Universitatea din Cluj, a scris un necrolog.

## Ciuperci descoperite sau nou descrise de Kalchbrenner ( mică selecție)
Jurnalul botanic austriac a scris în 1874, că Kalchbrenner a descoperit mai multe specii de ciuperci, între ele 9 de genul Agaricus.
| - Agaricus aureolus Kalchbr. (1873), azi Amanita muscaria var. aureola (Kalchbr.) Quél. (1886) - Agaricus caffrorum Kalchbr. & MacOwan (1881), azi Lepista caffrorum Singer (1949) - Agaricus decussatus subsp. illustris Kalchbr. (1874) - Agaricus dulcidulus Schulzer & Kalchbr. 1874, azi Agaricus purpurellus F.H. Møller (1952) - Agaricus effusus Kalchbr. 1881, azi Amanita effusa D.A.Reid (1980) | - Agaricus helobius Kalchbr. (1874), azi Pilosace helobius O.Kuntze (1898) - Agaricus haemorrhoidarius (Schulzer) Kalchbr. (1874) - Agaricus nympharum, azi Macrolepiota puellaris (Fr.) M.M.Moser (1967) respectiv Leucoagaricus nympharum Bon (1977) - Agaricus paradoxus Kalchbr. (1874), azi Phylloporus pelletieri (Lev., 1867) Quél. (1888) - Agaricus piceus Kalchbr. (1874) - Agaricus plebejus Kalchbr. (1874) - Agaricus punctulatus Kalchbr. (1874) | - Boletinus cavipes (Klotzsch) Kalchbr. (1867), azi Suillus cavipes A.H.Sm. & Thiers (1964) - Cortinarius atrovirens Kalchbr (1874) - Hygrophorus capreolarius Kalchbr (1874) - Hygrophorus erubescens var. capreolarius Kalchbr. (1874) - Hygrophorus lewellinae Kalchbr. (1883) - Hygrophorus lucorum Kalchbr. (1874) - Inocybe tricholoma (Alb. & Schwein.) Kalchbr. (1874) - Tricholoma psammopus (Kalchbr., 1873) Quél., 1875) |

## Ciuperci denumite în onoarea lui Kalchbrenner
În onoarea marelui micolog au fost numite 2 genuri și multe specii de ciuperci.
| - Kalchbrennera, gen, Berk. 1876, azi Lysurus Fr., 1823 (Phallaceae) - Kalchbrenneriella, gen, Diederich & M.S. Christ. 2002 (Ascomycetes) - Clavaria kalchbrenneri (F. Muell.) Kalchbr. 1882 (Clavariaceae) - Clavaria kalchbrenneri Sacc. 1888 (Clavariaceae) - Corticium kalchbrenneri Sacc. 1888 (Corticiaceae) - Corticium kalchbrenneri Massee 1890 (Corticiaceae) - Geastrum kalchbrenneri Hazsl. 1876 (Geastraceae) - Gloeosporium kalchbrenneri Rabenh. 1865 (o anamorfă a Dermateaceae-lor) | - Hymenochaete kalchbrenneri Massee 1890 (Peniophoraceae) - Hypoxylon kalchbrenneri Sacc. 1882 (Xylariaceae) - Inocybe kalchbrenneri Hazsl. 1876 (Inocybaceae) - Lycoperdon kalchbrenneri De Toni 1888 (Agaricaceae) - Nectriella kalchbrenneri Fuckel 1870 (Bionectriaceae) - Omphalia kalchbrenneri Bres. 1883, azi Pseudoomphalina kalchbrenneri Singer 1956 (Tricholomataceae) - Physarum kalchbrenneri Massee 1892 (Physaraceae) - Polyporus kalchbrenneri Fr. 1874 (Polyporaceae) | - Puccinia kalchbrenneri De Toni 1888 (Pucciniaceae) - Puccinia kalchbrenneriana De Toni 1888 (Pucciniaceae) - Septoria kalchbrenneri Sacc. 1887 (o anamorfă a Mycosphaerellaceae-lor) - Stereum kalchbrenneri Sacc. 1888 (Stereaceae) - Stereum kalchbrenneri Massee 1890 (Stereaceae) - Stilbum kalchbrenneri Sacc. 1886 (Chionosphaeraceae) - Trametes kalchbrenneri Fr. 1867, azi Trametes gibbosa (Pers.) Fr. 1838 (Polyporaceae) |

## Publicații (selecție)

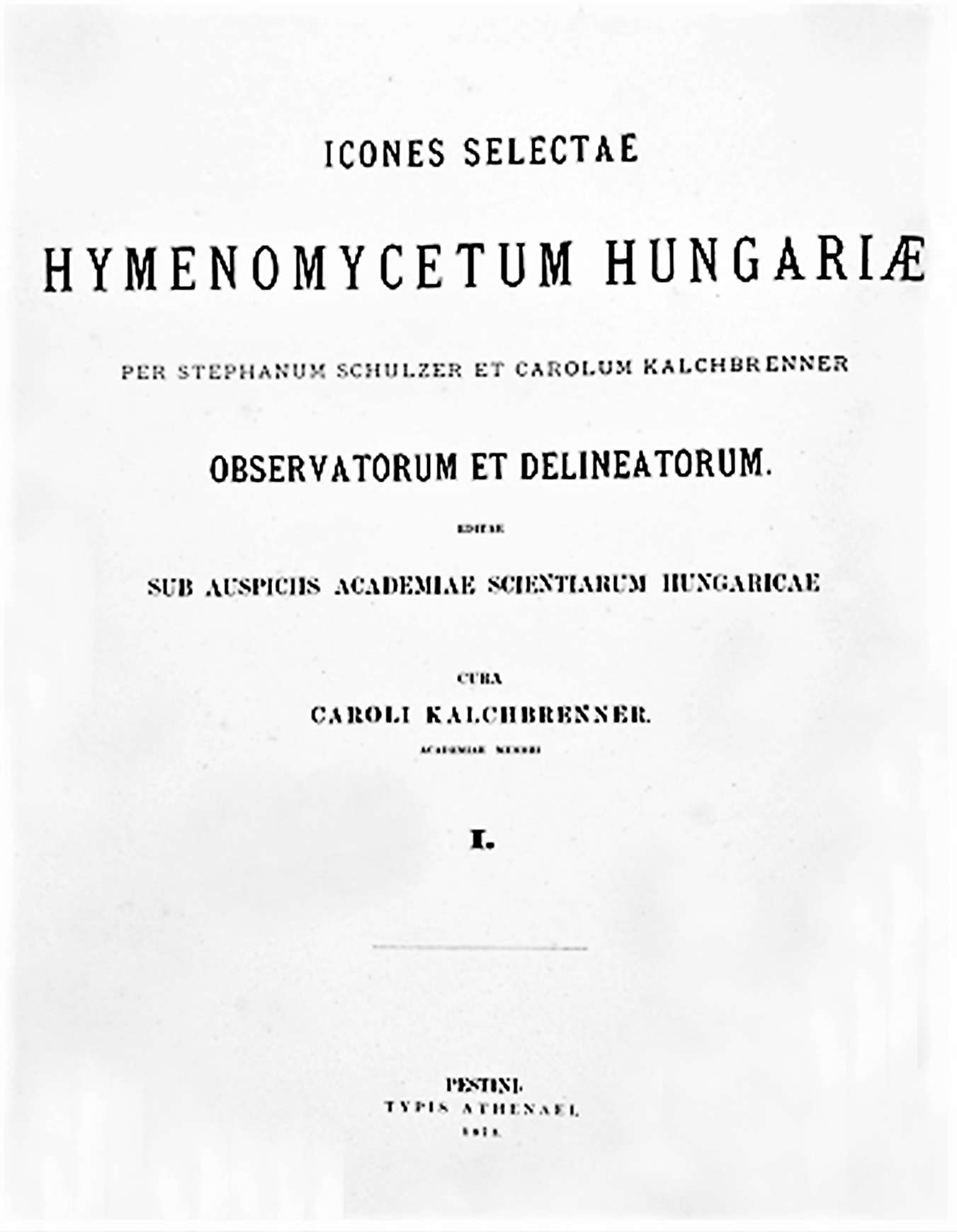
Icones selectae

Savantul a publicat insa limba latină, germană și maghiară:
- Abendandacht am Schlusse des Jahres 1843, gehalten in der evangelischen Kirche A. C. zu Wallendorf, Leutschau, 1843
- Abendandacht am Schlusse des Jahres 1844, gehalten in der evangelischen Kirche Kaschau 1844
- A  szepesi  gombäk  jegyzeke, partea 1, în: Mathematikai és Természettudományi Közlemények, nr. III, 1865
- A  szepesi  gombäk  jegyzeke, partea 2, în: Mathematikai és Természettudományi Közlemények, nr. III, 1865
- A  magyar  gombászat fejlődéséről és jelen állapotáról, (1873)
- Icones selectae Hymenomycetum Hungariae, 4 volume, Editura „Athenaei al „Magyar Tudományos Akadémia”, Budapesta 1873-1877, cu 40 de plăci colorate de Stephan Schulzer von Müggenburg
- Fungi Sibiriae occidentalis", Editura Academiei, Budapesta 1877
- Fungi e Sibiria et America australi Editura Academiei, Budapesta 1878
- Palloidei novi vel minus cogniti, Budapesta 1880
- Fungi Mac Owaniani, în jurnalul Grevillea, nr. 9–11, 1880/81–1882/83
- Gastromycetes novi vel minus cogniti, Budapesta 1884